# Grand Prix automobile d'Italie 2008
GP précédent GP suivant
Le Grand Prix automobile d'Italie 2008 (Formula 1 Gran Premio Santander D'Italia 2008), disputé sur le circuit de Monza le 14 septembre 2008, est la 799e épreuve du championnat du monde de Formule 1 courue depuis 1950 et la quatorzième manche du championnat 2008. Sebastian Vettel y obtient sa première pole position et sa première victoire en Formule 1, avec l'écurie Toro Rosso.

## Essais libres

### Vendredi matin

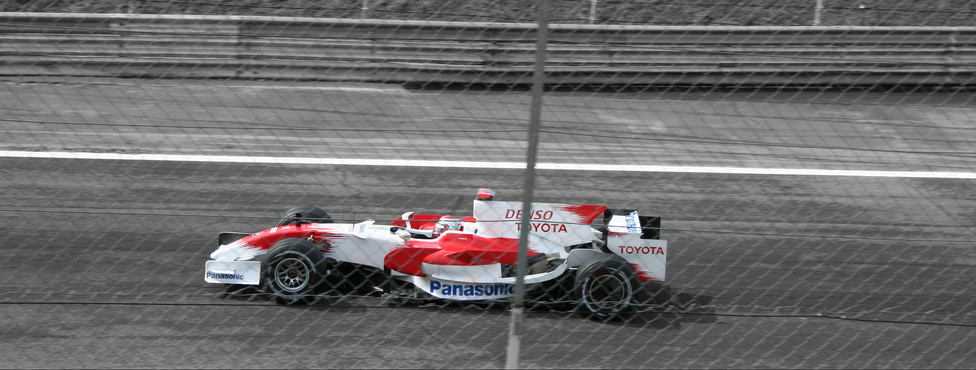
Jarno Trulli lors des essais du GP d'Italie 2008

| Pos | Pilote               | Écurie              | Chrono         | Écart   |
| --- | -------------------- | ------------------- | -------------- | ------- |
| 1   | Adrian Sutil         | Force India-Ferrari | 1 min 32 s 842 |         |
| 2   | Rubens Barrichello   | Honda               | 1 min 33 s 428 | 0 s 586 |
| 3   | Giancarlo Fisichella | Force India-Ferrari | 1 min 33 s 695 | 0 s 853 |
| 4   | Timo Glock           | Toyota              | 1 min 36 s 800 | 3 s 958 |
| 5   | Nico Rosberg         | Williams-Toyota     | 1 min 36 s 900 | 4 s 058 |
| 6   | Fernando Alonso      | Renault             | 1 min 36 s 965 | 4 s 123 |

### Vendredi après-midi
| Pos | Pilote         | Écurie           | Chrono         | Écart   |
| --- | -------------- | ---------------- | -------------- | ------- |
| 1   | Kimi Räikkönen | Ferrari          | 1 min 23 s 861 |         |
| 2   | Robert Kubica  | BMW Sauber       | 1 min 23 s 931 | 0 s 070 |
| 3   | Nick Heidfeld  | BMW Sauber       | 1 min 23 s 947 | 0 s 086 |
| 4   | Lewis Hamilton | McLaren-Mercedes | 1 min 23 s 983 | 0 s 122 |
| 5   | Nico Rosberg   | Williams-Toyota  | 1 min 24 s 110 | 0 s 279 |
| 6   | Felipe Massa   | Ferrari          | 1 min 24 s 247 | 0 s 386 |

### Samedi matin
| Pos | Pilote           | Écurie             | Chrono         | Écart   |
| --- | ---------------- | ------------------ | -------------- | ------- |
| 1   | Timo Glock       | Toyota             | 1 min 35 s 464 |         |
| 2   | Sebastian Vettel | Toro Rosso-Ferrari | 1 min 36 s 129 | 0 s 665 |
| 3   | Nico Rosberg     | Williams-Toyota    | 1 min 36 s 347 | 0 s 883 |
| 4   | Jarno Trulli     | Toyota             | 1 min 36 s 686 | 1 s 222 |
| 5   | Kazuki Nakajima  | Williams-Toyota    | 1 min 36 s 706 | 1 s 242 |
| 6   | Nick Heidfeld    | BMW Sauber         | 1 min 36 s 972 | 1 s 508 |

## Grille de départ
| Pos | Pilote               | Écurie              | Qualifications 1 | Qualifications 2 | Qualifications 3 |
| --- | -------------------- | ------------------- | ---------------- | ---------------- | ---------------- |
| 1   | Sebastian Vettel     | Toro Rosso-Ferrari  | 1 min 35 s 464   | 1 min 35 s 837   | 1 min 37 s 555   |
| 2   | Heikki Kovalainen    | McLaren-Mercedes    | 1 min 35 s 214   | 1 min 35 s 843   | 1 min 37 s 631   |
| 3   | Mark Webber          | Red Bull-Renault    | 1 min 36 s 001   | 1 min 36 s 306   | 1 min 38 s 117   |
| 4   | Sébastien Bourdais   | Toro Rosso-Ferrari  | 1 min 35 s 543   | 1 min 36 s 175   | 1 min 38 s 445   |
| 5   | Nico Rosberg         | Williams-Toyota     | 1 min 35 s 485   | 1 min 35 s 898   | 1 min 38 s 767   |
| 6   | Felipe Massa         | Ferrari             | 1 min 35 s 536   | 1 min 36 s 676   | 1 min 38 s 894   |
| 7   | Jarno Trulli         | Toyota              | 1 min 35 s 906   | 1 min 36 s 008   | 1 min 39 s 152   |
| 8   | Fernando Alonso      | Renault             | 1 min 36 s 297   | 1 min 36 s 518   | 1 min 39 s 751   |
| 9   | Timo Glock           | Toyota              | 1 min 35 s 737   | 1 min 36 s 525   | 1 min 39 s 787   |
| 10  | Nick Heidfeld        | BMW Sauber          | 1 min 35 s 709   | 1 min 36 s 626   | 1 min 39 s 906   |
| 11  | Robert Kubica        | BMW Sauber          | 1 min 35 s 553   | 1 min 36 s 697   |                  |
| 12  | Giancarlo Fisichella | Force India-Ferrari | 1 min 36 s 280   | 1 min 36 s 698   |                  |
| 13  | David Coulthard      | Red Bull-Renault    | 1 min 36 s 485   | 1 min 37 s 284   |                  |
| 14  | Kimi Räikkönen       | Ferrari             | 1 min 35 s 965   | 1 min 37 s 522   |                  |
| 15  | Lewis Hamilton       | McLaren-Mercedes    | 1 min 35 s 394   | 1 min 39 s 265   |                  |
| 16  | Rubens Barrichello   | Honda               | 1 min 36 s 510   |                  |                  |
| 17  | Nelsinho Piquet      | Renault             | 1 min 36 s 630   |                  |                  |
| 18  | Kazuki Nakajima      | Williams-Toyota     | 1 min 36 s 653   |                  |                  |
| 19  | Jenson Button        | Honda               | 1 min 37 s 006   |                  |                  |
| 20  | Adrian Sutil         | Force India-Ferrari | 1 min 37 s 417   |                  |                  |

- Les qualifications, perturbées par la météo, voient les pilotes de pointe en difficulté (Robert Kubica est onzième, Kimi Räikkönen quatorzième et Lewis Hamilton quinzième tandis que les pilotes de la galaxie Red Bull tirent leur épingle du jeu. En effet, Sebastian Vettel réalise la pole position et devient le plus jeune poleman de l'histoire et la deuxième ligne est occupée par Mark Webber devant Sébastien Bourdais.

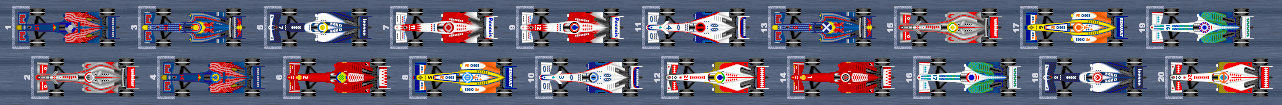
La grille de départ du Grand Prix

## Course

### Déroulement de l'épreuve

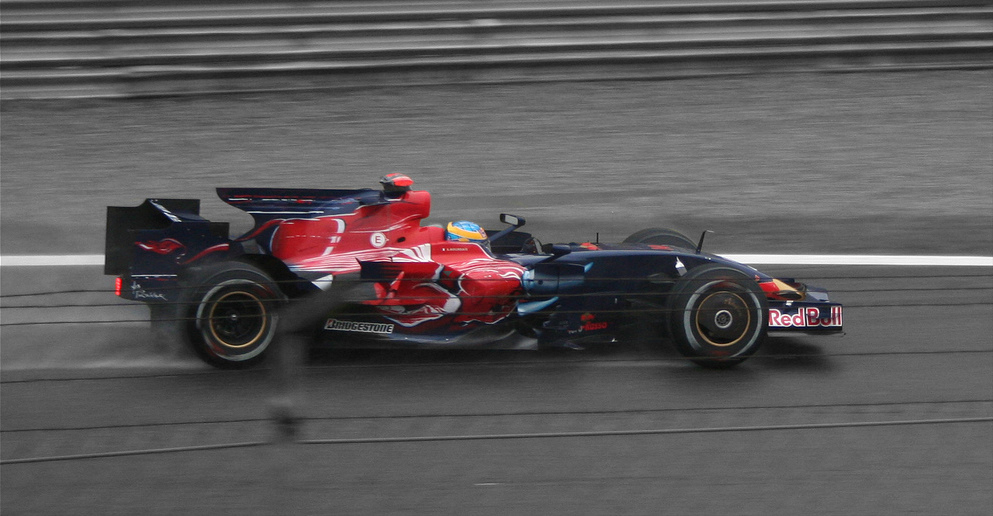
Sébastian Bourdais réalise la meilleure qualification de sa carrière en partant quatrième...

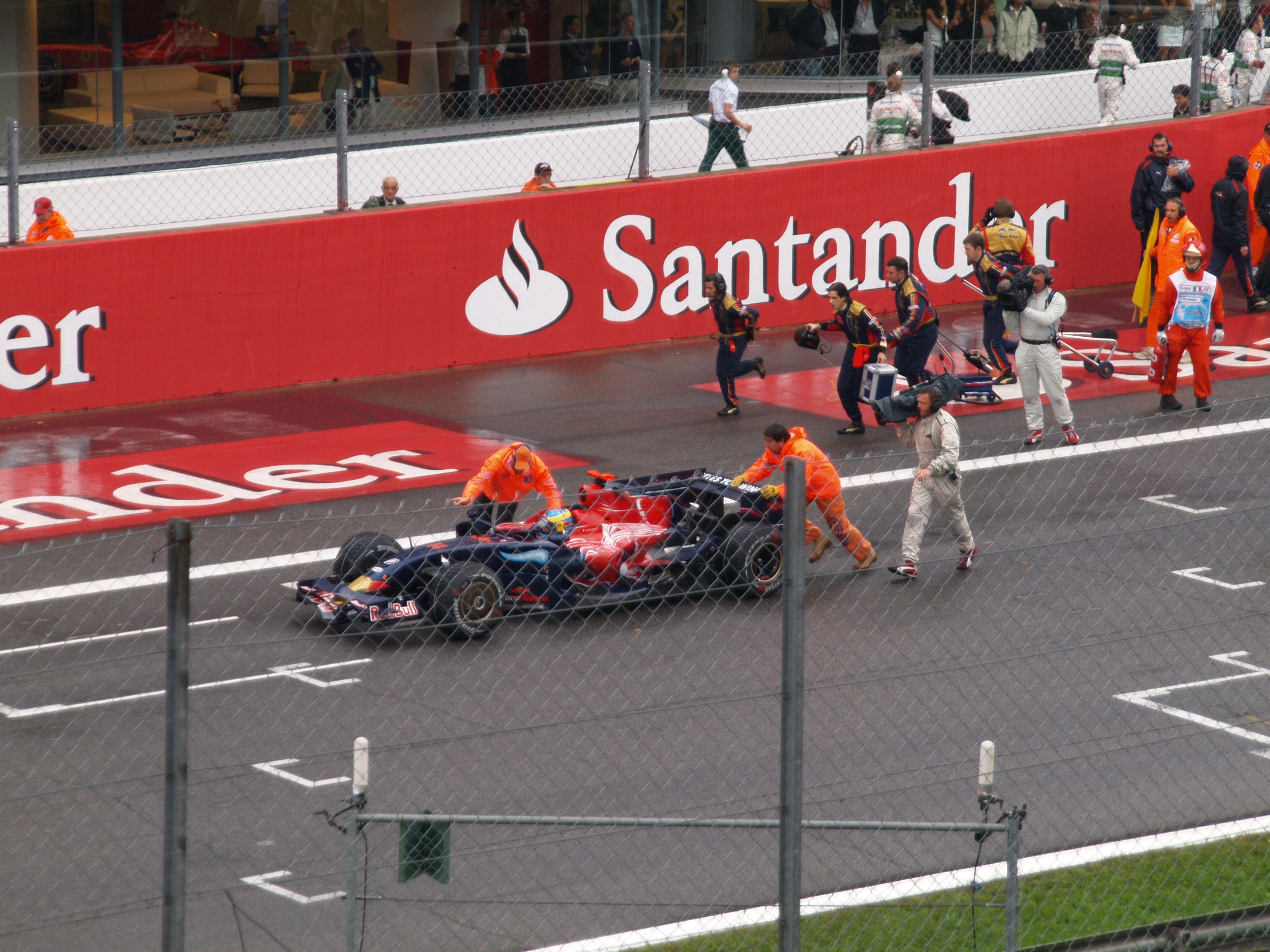
... avant de tomber en panne sur la grille, l'obligeant à partir de la voie des stands avec un tour de retard.

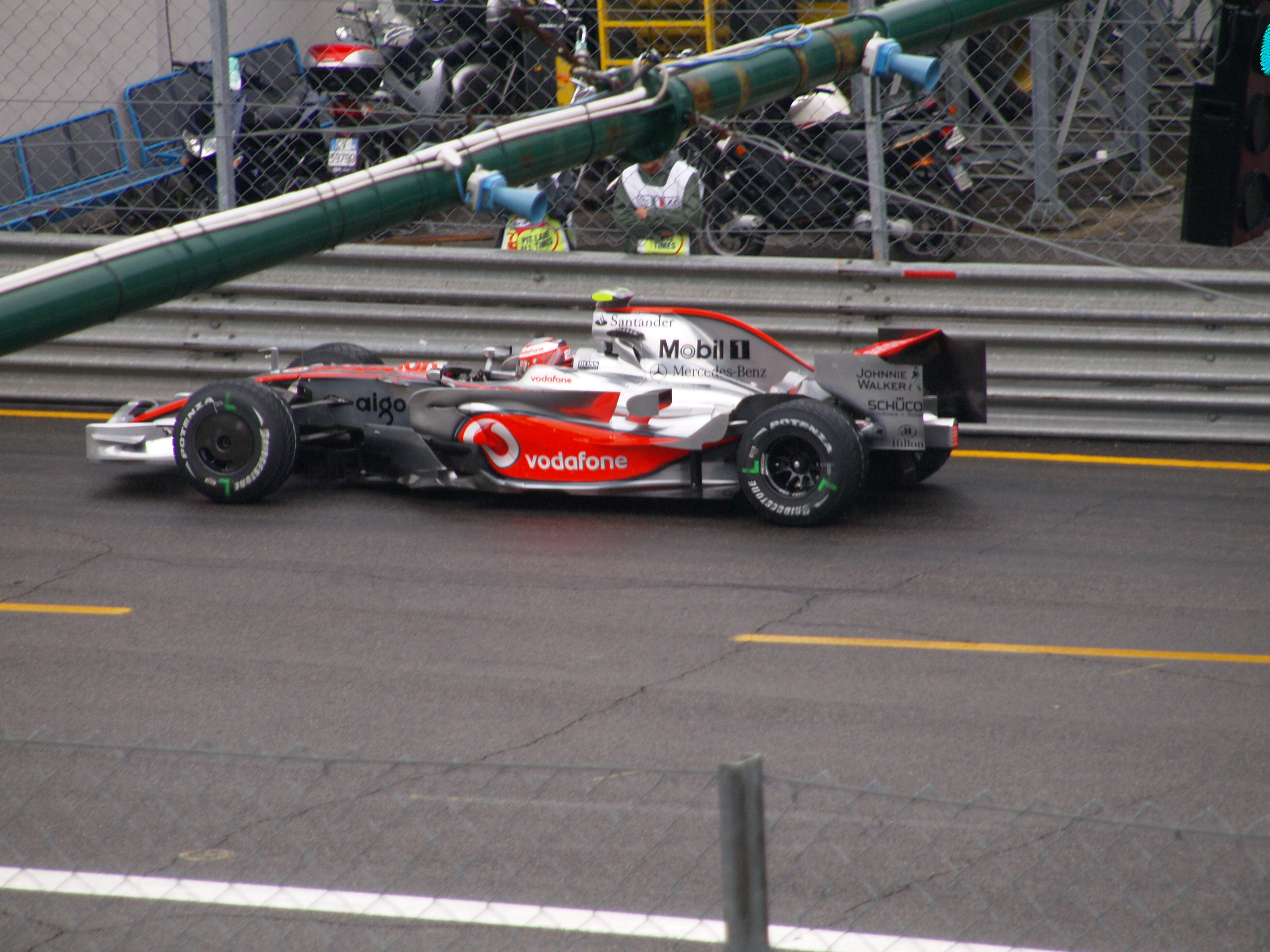
Troisième podium de la saison pour Heikki Kovalainen, qui termine deuxième.

Les fortes pluies qui ont précédé la course rendent la piste très glissante ; la pluie est attendue tout au long de la journée. La température de l'air est de 14°C. Jenson Button et Kazuki Nakajima prennent le départ depuis la voie des stands, leurs équipes ayant choisi d'apporter des ajustements aux réglages de leurs voitures. Toutes les voitures chaussent des pneus extrêmes pour temps de pluie. Sébastien Bourdais cale sur la grille ; lorsque son équipe redémarre sa voiture, il a déjà un tour de retard.
La voiture de sécurité entre dans la voie des stands à la fin du deuxième tour. Vettel conserve son avance au premier virage, suivi par Kovalainen, Webber, Rosberg et Massa. Kubica dépasse Heidfeld dans la première chicane ; Glock dépasse Alonso plus tard dans le tour. Vettel prend immédiatement deux secondes d'avance sur Kovalainen qui a des problèmes de visibilité à cause des embruns à l'arrière de la Toro Rosso. Alonso reprend la septième place à Glock dans la première chicane au quatrième tour, alors que la piste commence à sécher. Räikkönen et Hamilton dépassent Coulthard dans le même tour. Au tour suivant, Hamilton tente de dépasser Räikkönen au troisième virage, mais sort de sa trajectoire et coupe la chicane. Glock fait un tête-à-queue au septième tour et perd une place au profit de Kubica.
Au huitième tour, Vettel possède plus de six secondes d'avance sur Kovalainen, Räikkönen et Hamilton dépassent Fisichella au cours des deux tours suivants. Hamilton prend la onzième position à Räikkönen au onzième tour. Fisichella entre en collision avec Coulthard deux tours plus tard ; l'aileron avant de la Force India se loge sous la voiture, Fisichella part en tête-à-queue dans le bac à graviers et abandonne. Massa dépasse Rosberg pour le gain de la quatrième place dans le même tour, entamant une lutte serrée où les deux pilotes ont échangé leurs positions à plusieurs reprises au cours des trois tours suivants. Massa consolide sa quatrième position au quinzième tour. Hamilton dépasse Heidfeld, Glock, Kubica puis Alonso et occupe la septième position au dix-neuvième tour.
Vettel s'arrête et perd la première position au 18e tour ; Kovalainen, Webber et Massa s'arrêtent quatre tours plus tard. Une pluie fine tombe durant cinq minutes. Glock, Trulli, Räikkönen et Hamilton effectuent leurs arrêts aux stands au cours des tours suivants. Coulthard est le premier pilote à essayer les pneus intermédiaires lorsqu'il s'arrête au vingt-huitième tour. Il perd de l'adhérence et fait un tout-droit dans la première chicane. Alonso, Heidfeld, Kubica et Piquet effectuent leur unique arrêt aux stands de la course peu après, passant tous en intermédiaires. Au trente-sixième tour, la majorité du peloton roule en pneus intermédiaires. Webber est dépassé au huitième virage par Massa après un tête-à-queue après le virage ; il réussit à conserver la septième position. Un tour plus tard, Hamilton le double dans le troisième virage.
Hamilton enchaîne alors les records du tour. Au quarante-cinquième tour, Kubica, Webber puis Räikkönen améliorent. Au quarante-neuvième tour, Webber tente de dépasser Hamilton à la première chicane mais ils se touchent. Räikkönen dépasse Coulthard puis Piquet pour prendre la neuvième position. Nakajima percute Coulthard dans le neuvième virage, l'envoyant dans le bac à graviers. Vettel remporte la course avec douze secondes d'avance sur Kovalainen, devenant ainsi le plus jeune pilote de l'histoire de la Formule 1 à remporter un Grand Prix. Les stratégies à un arrêt de Kubica et Alonso portent leurs fruits puisqu'ils terminent troisième et quatrième. Heidfeld, Massa, Hamilton et Webber complètent le top huit. Räikkönen, neuvième, réalise le meilleur tour en course dans l'ultime boucle.

### Classement de la course
| Pos  | No | Pilote               | Écurie              | Tours | Temps/Abandon                      | Grille | Points |
| ---- | -- | -------------------- | ------------------- | ----- | ---------------------------------- | ------ | ------ |
| 1    | 15 | Sebastian Vettel     | Toro Rosso-Ferrari  | 53    | 1 h 26 min 47 s 494 (212,039 km/h) | 1      | 10     |
| 2    | 23 | Heikki Kovalainen    | McLaren-Mercedes    | 53    | + 12 s 512                         | 2      | 8      |
| 3    | 4  | Robert Kubica        | BMW Sauber          | 53    | + 20 s 471                         | 11     | 6      |
| 4    | 5  | Fernando Alonso      | Renault             | 53    | + 23 s 903                         | 8      | 5      |
| 5    | 3  | Nick Heidfeld        | BMW Sauber          | 53    | + 27 s 748                         | 10     | 4      |
| 6    | 2  | Felipe Massa         | Ferrari             | 53    | + 28 s 816                         | 6      | 3      |
| 7    | 22 | Lewis Hamilton       | McLaren-Mercedes    | 53    | + 29 s 012                         | 15     | 2      |
| 8    | 10 | Mark Webber          | Red Bull-Renault    | 53    | + 32 s 048                         | 3      | 1      |
| 9    | 1  | Kimi Räikkönen       | Ferrari             | 53    | + 39 s 468                         | 14     |        |
| 10   | 6  | Nelsinho Piquet      | Renault             | 53    | + 54 s 445                         | 17     |        |
| 11   | 12 | Timo Glock           | Toyota              | 53    | + 58 s 888                         | 9      |        |
| 12   | 8  | Kazuki Nakajima      | Williams-Toyota     | 53    | + 1 min 02 s 015                   | 18     |        |
| 13   | 11 | Jarno Trulli         | Toyota              | 53    | + 1 min 05 s 954                   | 7      |        |
| 14   | 7  | Nico Rosberg         | Williams-Toyota     | 53    | + 1 min 08 s 635                   | 5      |        |
| 15   | 16 | Jenson Button        | Honda               | 53    | + 1 min 13 s 370                   | 19     |        |
| 16   | 9  | David Coulthard      | Red Bull-Renault    | 52    | +1 tour                            | 13     |        |
| 17   | 17 | Rubens Barrichello   | Honda               | 52    | + 1 tour                           | 16     |        |
| 18   | 14 | Sébastien Bourdais   | Toro Rosso-Ferrari  | 52    | + 1 tour                           | 4      |        |
| 19   | 20 | Adrian Sutil         | Force India-Ferrari | 51    | + 2 tours                          | 20     |        |
| Abd. | 21 | Giancarlo Fisichella | Force India-Ferrari | 11    | Accident                           | 12     |        |

- Le départ de l'épreuve a été donné derrière la voiture de sécurité.

### Pole position et record du tour
- Pole position :  Sebastian Vettel (Toro Rosso-Ferrari) en 1 min 37 s 555 (vitesse moyenne : 213,775 km/h). Le meilleur temps des qualifications a quant à lui été établi par Heikki Kovalainen lors de la Q1 en 1 min 35 s 214.
- Meilleur tour en course :  Kimi Räikkönen (Ferrari) en 1 min 28 s 047 (vitesse moyenne : 236,860 km/h) au cinquante-troisième tour.

### Tours en tête
- Sebastian Vettel (Toro Rosso-Ferrari) : 49 tours (1-18 / 23-53).
- Heikki Kovalainen (McLaren) : 4 tours (19-22).

## Classements généraux à l'issue de la course
| Pos | Pilote               | Écurie              | Points |
| --- | -------------------- | ------------------- | ------ |
| 1   | Lewis Hamilton       | McLaren-Mercedes    | 78     |
| 2   | Felipe Massa         | Ferrari             | 77     |
| 3   | Robert Kubica        | BMW Sauber          | 64     |
| 4   | Kimi Räikkönen       | Ferrari             | 57     |
| 5   | Nick Heidfeld        | BMW Sauber          | 53     |
| 6   | Heikki Kovalainen    | McLaren-Mercedes    | 51     |
| 7   | Fernando Alonso      | Renault             | 28     |
| 8   | Jarno Trulli         | Toyota              | 26     |
| 9   | Sebastian Vettel     | Toro Rosso-Ferrari  | 23     |
| 10  | Mark Webber          | Red Bull-Renault    | 20     |
| 11  | Timo Glock           | Toyota              | 15     |
| 12  | Nelsinho Piquet      | Renault             | 13     |
| 13  | Rubens Barrichello   | Honda               | 11     |
| 14  | Nico Rosberg         | Williams-Toyota     | 9      |
| 15  | Kazuki Nakajima      | Williams-Toyota     | 8      |
| 16  | David Coulthard      | Red Bull-Renault    | 6      |
| 17  | Sébastien Bourdais   | Toro Rosso-Ferrari  | 4      |
| 18  | Jenson Button        | Honda               | 3      |
| 19  | Giancarlo Fisichella | Force India-Ferrari | 0      |
| 20  | Adrian Sutil         | Force India-Ferrari | 0      |
| 21  | Takuma Satō          | Super Aguri-Honda   | 0      |
| 22  | Anthony Davidson     | Super Aguri-Honda   | 0      |

| Pos | Écurie              | Points |
| --- | ------------------- | ------ |
| 1   | Ferrari             | 134    |
| 2   | McLaren-Mercedes    | 129    |
| 3   | BMW Sauber          | 117    |
| 4   | Toyota              | 41     |
| 5   | Renault             | 41     |
| 6   | Toro Rosso-Ferrari  | 27     |
| 7   | Red Bull-Renault    | 26     |
| 8   | Williams-Toyota     | 17     |
| 9   | Honda               | 14     |
| 10  | Force India-Ferrari | 0      |
| 11  | Super Aguri-Honda   | 0      |

## Statistiques
- 1re pole position de sa carrière pour Sebastian Vettel.
- 1re victoire de sa carrière pour Sebastian Vettel.
- 1re pole position pour l'écurie Toro Rosso.
- 1re victoire pour l'écurie Toro Rosso.
- 1re pole position pour un moteur Ferrari « client ».
- 209e victoire pour un moteur Ferrari, la 1re pour un moteur « client »[1].
- 24e arrivée consécutive parmi les pilotes classés pour Nick Heidfeld qui égale le record établi par Michael Schumacher entre les GP de Hongrie en 2001 et de Malaisie en 2003.
- Sebastian Vettel devient le plus jeune pilote à remporter une pole position à 21 ans 2 mois et 11 jours. Il bat le record de précocité de Fernando Alonso qui avait réalisé la pole du Grand Prix de Malaisie 2003 à 21 ans 7 mois et 22 jours[2].
- Sebastian Vettel devient le plus jeune vainqueur d'un Grand Prix à 21 ans 2 mois et 12 jours. Il bat le record de précocité de Fernando Alonso qui avait remporté le Grand Prix de Hongrie 2003 à 22 ans et 26 jours.
- Sebastian Vettel devient également le plus jeune pilote à monter sur un podium. Il bat le record de précocité de Fernando Alonso établi au Grand Prix automobile de Malaisie 2003 à 21 ans 7 mois et 23 jours.
- En menant le Grand Prix pendant 49 tours (soit 284 km), Sebastian Vettel passe la barre des 200 km en tête d'une course (298 km en tête).
- Le podium du Grand Prix est le plus jeune de l'histoire de la Formule 1. La moyenne des âges de Vettel, Kovalainen et Kubica est en effet de 23 ans 11 mois et 16 jours. Le précédent record de précocité sur le podium était de 24 ans 7 mois, au Grand Prix d'Allemagne 2008 avec Lewis Hamilton, Nelsinho Piquet et Felipe Massa.